# Ramón Mateo
Ramon Mateo (San Juan de la Maguana, 23 de juny de 1958) és un jugador d'escacs dominicà, que té el títol de Gran Mestre des de 2008.
La classificació Elo més alta de la seva carrera fins al moment es va assolir l'1 d'abril de 2008, amb una puntuació de 2506 punts, moment en què ocupava el primer lloc entre els jugadors d'escacs dominicans.
És el primer (i fins ara l'únic) jugador d'escacs dominicà de la història en obtenir el títol de Gran Mestre. Ha guanyat el campionat dominicà d'escacs set vegades, amb una diferència de 31 anys entre el primer i l'últim, els anys 1979, 1986, 2000, 2002, 2003, 2004 i 2010, i també n'ha estat subcampió tres cops, els anys 1984, 1985, i 1999.
Ha representat la República Dominicana moltes vegades en competicions per equips, incloses les olimpíades d'escacs entre els anys 1978 i 2008, sent el rècord del seu país en aquest sentit.
Entre els seus èxits en torneigs internacionals hi ha el primer lloc a l'obert de Balaguer de 2004 on hi va aconseguir la primera norma de GM, 1r lloc a Santo Domingo (2006, juntament amb Nikola Mitkow i Jaan Ehlvest), 2n lloc a Madrid (Torneig de Mestres de la Federació Madrilenya, 2007, per darrere de Renier Vázquez Igarza) i 1r lloc a Colomièrs (2008).